# Marianne Koch

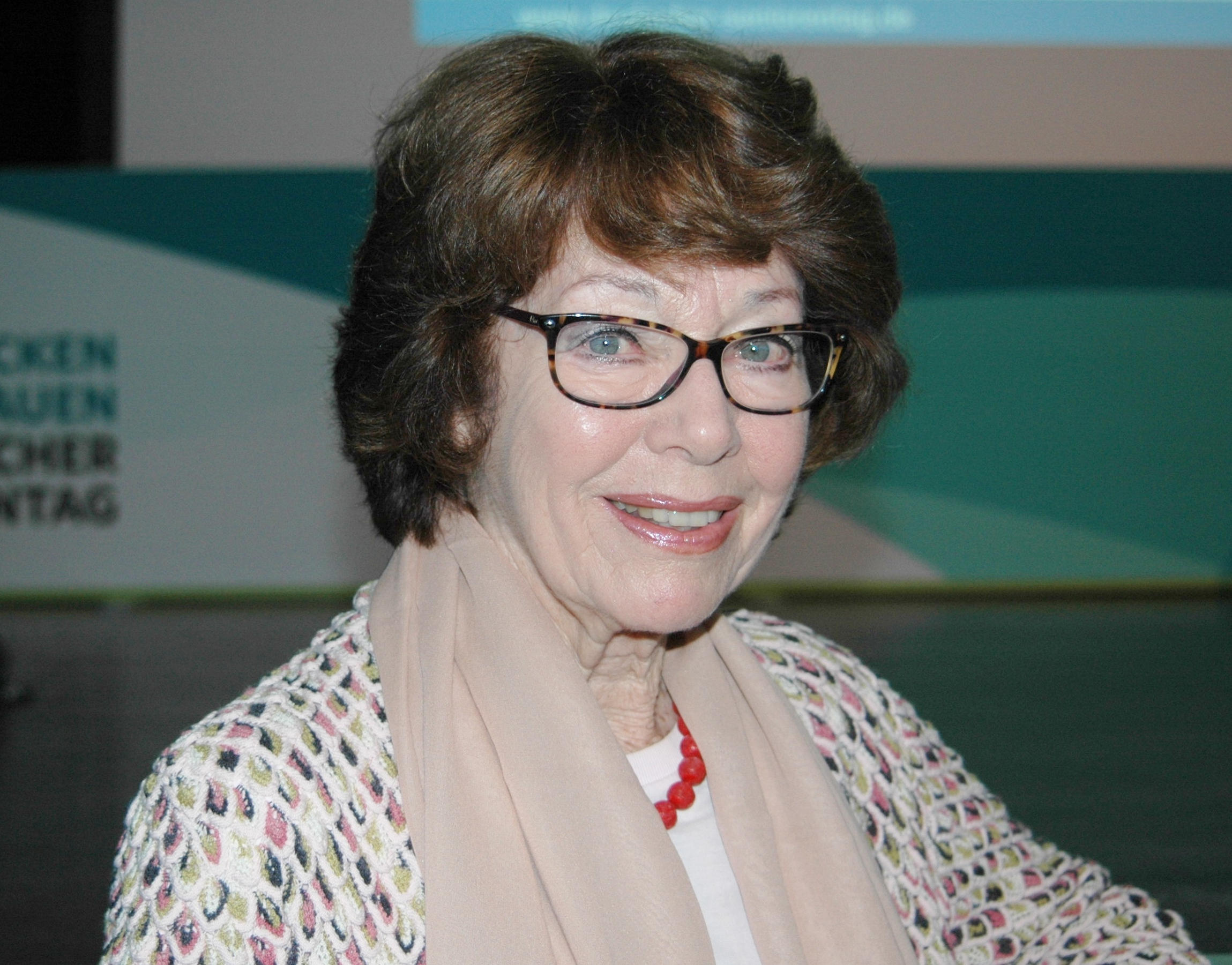
Marianne Koch (2018) auf dem Deutschen Seniorentag in Dortmund

Marianne Elisabeth Koch (* 19. August 1931 in München) ist eine deutsche Ärztin und Buchautorin sowie ehemalige Filmschauspielerin. Ihren Durchbruch hatte sie 1955 als Dorothea „Diddo“ Geiss in Helmut Käutners Des Teufels General, wonach sie zu den Stars des deutschen Nachkriegskinos zählte. International spielte sie im englischsprachigen und italienischen Kino, darunter in Sergio Leones Für eine Handvoll Dollar. Im bundesdeutschen Fernsehen war sie jahrzehntelanges Mitglied des Rateteams der Sendung Was bin ich? und moderierte in den 1970er/1980er Jahren die seinerzeit innovative Talkshow 3 nach 9. Koch nahm während ihrer Medientätigkeit ihr Medizinstudium wieder auf, wurde examiniert und betrieb als Internistin eine eigene Praxis. Seit den 1990er Jahren verfasst sie Gesundheitsratgeber und leitet und moderiert im Hörfunk und Fernsehen des Bayerischen Rundfunks medizinische Ratgebersendungen (darunter das Gesundheitsgespräch). 

## Leben

### Herkunft und Ausbildung
Marianne Koch wurde als älteres der zwei Kinder der Pianistin Mathilde Aumüller in München geboren. Sie und ihr Bruder Rudolf entstammen einer Beziehung ihrer Mutter zu dem Arzt Rudolf Schindler, der bereits verheiratet war. Sie wuchs in Geiselgasteig auf. Als Marianne zwei Jahre alt war, heiratete ihre Mutter den Kaufmann Rudolf Koch. Obwohl diese Ehe nur kurze Zeit hielt, nahm sie den Nachnamen ihres Stiefvaters an.
Vom 31. Januar bis 6. April 1934 wurde Schindler nach einer Denunziation, konstruierten Vorwürfen und einer angeblich kritischen Äußerung gegenüber der NSDAP im Münchner Zentralgefängnis in Schutzhaft genommen. Er emigrierte nach seiner durch Kollegen erwirkten Freilassung aus dem KZ Dachau im Sommer 1934 mit seiner ersten Familie nach Chicago und wurde zu einer der führenden Persönlichkeiten der US-amerikanischen Gastroenterologie.
Mit 17 Jahren legte Marianne Koch, nachdem sie zwei Klassenstufen übersprungen hatte, 1949 die Abiturprüfungen ab. Danach begann sie ein Medizinstudium. In den Semesterferien jobbte sie im Kopierwerk der Bavaria-Filmstudios. Hierbei wurde sie für den Film entdeckt. Koch unterbrach das Medizinstudium nach dem Physikum.
Während Dreharbeiten in den USA nahm Koch erstmals Kontakt zu ihrem leiblichen Vater, Rudolf Schindler, auf. Nachdem dessen Frau gestorben war, heiratete er Marianne Kochs Mutter. Kochs Eltern kehrten nach kurzer Zeit in den USA 1965 nach Deutschland zurück, wo Schindler 1968 starb.

### Karriere bei Film und Fernsehen
In den Semesterferien 1950 wurde Koch von dem Regisseur Viktor Tourjansky entdeckt, der für seinen Film Der Mann, der zweimal leben wollte nach einem „herben Backfisch“ suchte. Ohne Schauspielstudium und Bühnenerfahrung überzeugte sie durch Ungezwungenheit und Spontaneität, sodass zahlreiche weitere, auch anspruchsvolle Rollen folgten.
Bis 1970 spielte Koch in rund 70 Filmen, darunter einige internationale Auftritte. So war sie 1954 die Partnerin von Gregory Peck in dem Spionagethriller Das unsichtbare Netz und spielte 1964 an der Seite von Clint Eastwood in dem Italo-Western Für eine Handvoll Dollar. Für ihre Darstellung der Dorothea „Diddo“ Geiss in Helmut Käutners Des Teufels General erhielt sie 1955 das Filmband in Silber für die beste Nebendarstellerin. 1957 spielte sie in Vater sein dagegen sehr die Braut eines fast 30 Jahre älteren Mannes, dargestellt von Heinz Rühmann. 1963 verkörperte sie in dem Straßenfeger Tim Frazer von Francis Durbridge die weibliche Hauptfigur. Erfolg hatte sie vor allem als Darstellerin verlässlicher Kumpeltypen im deutschen Film, als patente Landärztin (1958) und als Die Journalistin in der gleichnamigen Fernsehserie (1970). Koch, die nach eigener Bekundung „die ‚brave Frau‘ des deutschen Films“ war, „weil mich das Publikum so haben wollte“, durchbrach dieses Klischee 1968 in der Rolle einer freimütigen Lesbe in Schreie in der Nacht. Um 1970 zog sie sich aus dem Filmgeschäft zurück. Es folgten nur noch gelegentliche Auftritte.
Koch gehörte von 1962 bis 1982 zur Stammbesetzung des TV-Ratespiels Was bin ich? mit Robert Lembke. Das gesamte Rateteam erhielt 1967 die Goldene Kamera. Von 1974 bis 1982 war sie eine Moderatorin der Talkshow 3 nach 9. 
Viele Jahre trat Koch im Werbefernsehen für ADO-Gardinen („die mit der Goldkante“), Gillette, Jacobs-Kaffee, Martini und Lux-Seife auf. In den Jahren des Wirtschaftswunders war Marianne Koch eines der bekanntesten Gesichter der bundesdeutschen Werbebranche.

### Medizinstudium und Tätigkeit als Internistin
1971 nahm Marianne Koch ihr Medizinstudium wieder auf, mit 43 Jahren legte sie 1974 das Staatsexamen ab. 1978 wurde sie an der Medizinischen Fakultät der Ludwig-Maximilians-Universität München „summa cum laude“ promoviert. Von 1985 bis 1997 arbeitete sie als Internistin in ihrer eigenen Praxis in München.
Seit 1995 ist sie die Schirmherrin der Deutschen Hochdruckliga. Von 1997 bis 2011 war sie Präsidentin der Deutschen Schmerzliga und ist seitdem deren Ehrenpräsidentin. Außerdem ist sie seit 2020 Kuratorin in der Stiftung Allgemeinmedizin.

### Medizinische Ratgebertätigkeit
Seit 1999 veröffentlicht Marianne Koch Gesundheitsratgeber, darunter Mein Gesundheitsbuch, Körperintelligenz und Die Gesundheit unserer Kinder. Diese Bücher erfuhren teilweise mehrere Auflagen, einige auch Übersetzungen in Fremdsprachen. Zudem veröffentlichte sie zwei Seniorenratgeber (2021 und 2024).
Ab 2001 gestaltet sie im Hörfunkprogramm Bayern 2 die wöchentliche Sendung Notizbuch – Gesundheitsgespräch zu medizinischen Schwerpunktthemen mit telefonischer Hörerbeteiligung mit dem Medizinjournalisten Werner Buchberger am Samstag Mittag um 12 Uhr. 2016 übernahmen die Moderatoren Ulrike Ostner und Klaus Schneider die Sendung und 2018 wurde der Sendplatz auf Mittwoch Vormittag im Notizbuch bzw. nah dran.

### Privates
Marianne Koch heiratete 1953 den Mediziner Gerhard Freund (1925–2008), mit dem sie zwei Söhne hat. Die Ehe zerbrach 1973. Ihr 1957 geborener Sohn, Thomas Freund, starb 2016. Von Mitte der 1970er Jahre bis zu seinem Tod im Juli 2019 war der Publizist Peter Hamm Kochs Lebensgefährte. 2018 sendete der Bayerische Rundfunk in der Reihe Lebenslinien eine Fernsehdokumentation über Marianne Koch. Marianne Koch lebt seit 1973 in Tutzing am Starnberger See.

## Filmografie

### Kino
- 1950: Der Mann, der zweimal leben wollte
- 1951: Dr. Holl
- 1951: Das Geheimnis einer Ehe
- 1951: Mein Freund, der Dieb
- 1952: Der keusche Lebemann
- 1952: Wetterleuchten am Dachstein
- 1953: Die große Schuld
- 1953: Der Klosterjäger
- 1953: Liebe und Trompetenblasen
- 1954: Das unsichtbare Netz (Night People)
- 1954: Schloß Hubertus
- 1954: Und der Himmel lacht dazu (Bruder Martin)
- 1954: Ludwig II. – Glanz und Elend eines Königs
- 1955: Der Schmied von St. Bartholomä
- 1955: Des Teufels General
- 1955: Königswalzer
- 1955: Solange du lebst
- 1955: Zwei blaue Augen
- 1956: Die Ehe des Dr. med. Danwitz
- 1956: Salzburger Geschichten
- 1956: Wenn wir alle Engel wären
- 1957: Wem die Sterne leuchten (Four Girls in Town)
- 1957: Der letzte Akkord (Interlude)
- 1957: Vater sein dagegen sehr
- 1957: Der Stern von Afrika
- 1957: Der Fuchs von Paris
- 1957: Heimweh, Stacheldraht und gute Kameraden (Gli italiani sono matti)
- 1958: Die Landärztin
- 1958: … und nichts als die Wahrheit
- 1958: Frau im besten Mannesalter
- 1960: Die Frau am dunklen Fenster
- 1960: Heldinnen
- 1960: Mit Himbeergeist geht alles besser
- 1961: Unter Ausschluß der Öffentlichkeit
- 1961: Kaiserliche Hoheit (Napoléon II L’Aiglon)
- 1961: Im Namen des Teufels
- 1961: Mitternachtsmörder (Pleins feux sur l'assassin)
- 1961: Die Fledermaus
- 1962: Heißer Hafen Hongkong
- 1962: Liebling, ich muß dich erschießen
- 1963: Der schwarze Panther von Ratana
- 1963: Todestrommeln am großen Fluß
- 1964: Der letzte Ritt nach Santa Cruz
- 1964: Das Ungeheuer von London-City
- 1964: Sanders und das Schiff des Todes (Coast of Skeletons)
- 1964: Der Fall X 701
- 1964: Für eine Handvoll Dollar (Per un pugno di dollari)
- 1965: Sandy the Seal
- 1965: Die Hölle von Manitoba
- 1965: Einer spielt falsch (Trunk to Cairo)
- 1965: Vergeltung in Catano (Tierra de fuego)
- 1966: Wer kennt Johnny R.?
- 1967: Tal der Hoffnung (Clint el solitario)
- 1968: Schreie in der Nacht (Contronatura)
- 1968: España otra vez

### Fernsehfilme und Serien (Auswahl)
- 1956: Die Entführung aus dem Serail
- 1962: Curd Jürgens erzählt… – 1. Spaghetti (Fernsehserie)
- 1963: Tim Frazer (Durbridge-Sechsteiler)
- 1967: Der Tod läuft hinterher (TV-Dreiteiler)
- 1967–1968: Valerie und das Abenteuer (Valérie et l'aventure, Fernsehserie, 13 Folgen)
- 1969: Der Kommissar – 6. Die Pistole im Park (Fernsehserie)
- 1969: Der rasende Lokalreporter (Fernsehserie, 3 Folgen)
- 1970: Tournee – 4. Die Night-Stars in Marokko (Fernsehserie)
- 1970–1971: Die Journalistin (Fernsehserie, 13 Folgen)
- 1971: Glückspilze (Fernsehfilm für die Glücksspirale)
- 1977: Loriot – 4. „Das ist Ihr Leben“
- 1984: Reserl am Hofe (Erzählerin)

### Fernsehshows (Auswahl)
- 1957: Der Backfisch und sein Star (Talkshow)[13]
- 1962–1982: Was bin ich? (Rateshow, Mitglied des Rateteams, diverse Folgen)
- 1963: Miteinander – Füreinander (Moderatorin mit Jürgen Graf)
- 1964: Steht's in den Sternen? (Moderatorin, Quizshow, 12 Folgen)
- 1968–1970: Meine Melodie (Moderatorin, Musikshow)
- 1974–1982: 3 nach 9 (Talkshow, Co-Moderatorin mit Wolfgang Menge, Gert von Paczensky, Karl-Heinz Wocker und Carmen Thomas, diverse Folgen)

## Hörspiele
- 1955: Wolfgang Becker, Per Schwenzen: Hundert Minuten zu früh (Lilly Goodfrey) – Regie: Heinz-Günter Stamm (BR) – Erstsendung: 7. Juni 1955
- 1956: Walter Jensen. Story (Lea, seine Frau) – Regie: Heinz-Günter Stamm (BR) – Erstsendung: 14. Aug. 1956
- 1958: Alix du Frênes: Der Lerchengarten (Franziska Ahlweiler) – Regie: Heinz-Günter Stamm (BR) – Erstsendung: 5. Mai 1959

## Auszeichnungen
- 1955: Bundesfilmpreis-: Filmband in Silber in der Kategorie Beste weibliche Nebenrolle
- 1955: Goldener Bambi
- 1965, 1966 und 1971: Bronzener Bravo Otto der Jugendzeitschrift BRAVO
- 1967: Goldene Kamera der Zeitschrift Hör zu
- 1976: Adolf-Grimme-Preis für die Talk-Show III nach neun und deren Team
- 1988: Preis des Allergiker- und Asthmatiker-Bundes
- 1988: Hartmann-Thieding-Medaille
- 1999: Medizin im Wort (Preis des Kollegiums der Medizinjournalisten)
- 2000: Ehrung durch die bayerische Landeshauptstadt mit der Medaille München leuchtet
- 2002: Auszeichnung für ihr Lebenswerk mit dem Bundesverdienstkreuz
- 2005: Bayerische Staatsmedaille für Verdienste um Umwelt und Gesundheit
- 2017: Bayerischer Verdienstorden[14]
- 2019: Paracelsus-Medaille
- 2023: Bundesverdienstkreuz 1. Klasse[15]
- 2023: Ehrenbürgerin der Gemeinde Tutzing[16]

## Schriften
- mit Ditta Gertler und Kurt Rittig: Darauf kommt es an! Für junge Damen über Kosmetik, Mode, guten Benimm. Conté, Frankfurt am Main 1955.
- mit Susanne Janssen: Die Abenteuer der kleinen Wolke. Carl Hanser, München 1996, ISBN 978-3-446-18485-5.
- Das Vergnügen zu verreisen. Schwann, Düsseldorf 1972, ISBN 978-3-508-00227-1.
- Histaminfreisetzung nach rascher Infusion von Plasmasubstituten. Dissertationsschrift. München 1978.
- Mein Gesundheitsbuch. Dtv, München 1999, ISBN 978-3-423-24151-9 (6., durchges. Aufl.: dtv 2004, ISBN 978-3-423-24421-3).
- Tief einatmen. Eine Entdeckungsreise in den Körper. Hanser, München 2001, ISBN 978-3-446-20013-5.
- Körperintelligenz. Was Sie wissen sollten, um jung zu bleiben. Dtv, München 2003, ISBN 978-3-423-24366-7.
- Die Gesundheit unserer Kinder. dtv, München 2007, ISBN 978-3-423-24588-3.
- als Mitherausgeberin: Weißbuch Schmerz. Eine Bestandsaufnahme der Versorgungssituation von Patienten mit chronischem Schmerz in Deutschland. Thieme, Stuttgart / New York 2008, ISBN 978-3-13-149911-0.
- Das Herz-Buch. dtv, München 2011, ISBN 978-3-423-24870-9.
- Das Vorsorge-Buch. dtv, München 2016, ISBN 978-3-423-26135-7.
- Unser erstaunliches Immunsystem. dtv, München 2020, ISBN 978-3-423-28227-7.
- Alt werde ich später. dtv, München 2021, ISBN 978-3-423-28298-7.
- Mit Verstand altern. dtv, München 2024, ISBN 978-3-423-28408-0.

Daneben sind im Verlag Gräfe und Unzer mehrere Themenbände zu ihrer Radiosendung Gesundheitsgespräche erschienen.